# مرصد الشمس وغلافها

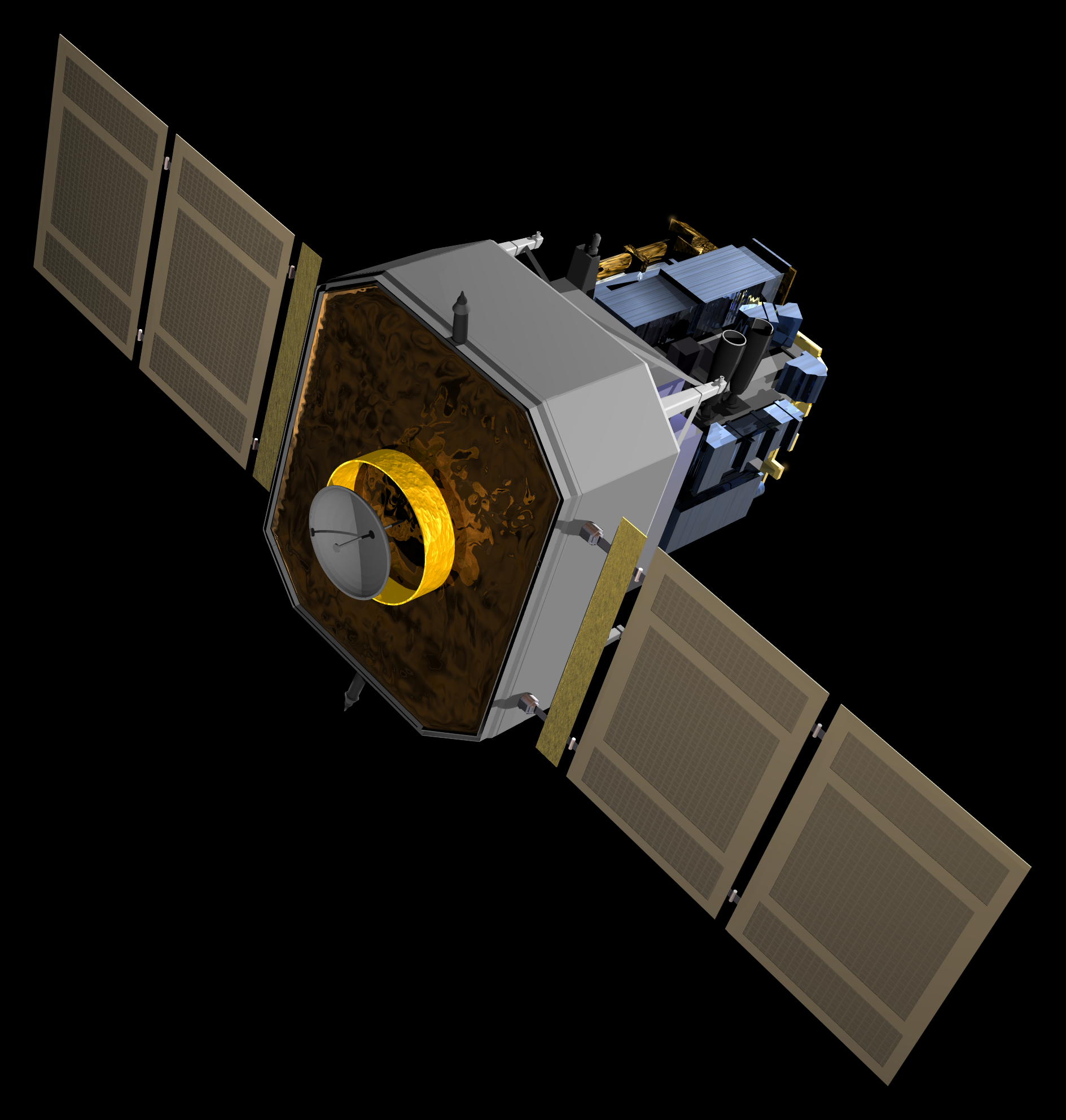

مرصد الشمس وغلافها (بالإنجليزية:  Solar and Heliospheric Observatory)‏، يُختصر إلى سوهو (بالإنجليزية: SOHO)‏ هو مرصد فضائي لفحص الشمس وغلافها، صنعته وكالة الفضاء الأوروبية بالاشتراك مع وكالة الفضاء الأمريكية (ناسا). قامت ناسا بإطلاق سوهو على صاروخ حامل من نوع أطلس 2 إيه إس بيتاريخ 2 ديسمبر 1995 لدراسة الشمس، واستطاع رصد نحو 2100 من المذنبات.
. بدأ عمل المرصد الفضائي في مايو 1996.

## البعثة
مهمة المرصد سوهو هو القيام بعدة تجارب بغرض دراسة الشمس، إشعاعاتها، وهالتها، وتذبذبها. وقد اجتمعت كل من الوكالة الأوروبية لأبحاث الفضاء «(إيسا)» وناسا وعزمتا على بناء المرصد الفضائي وتصميمه خلال الثمانينيات من القرن الماضي. وقد وكلت إلى إيسا مهمة توجيه البعثة كما اشتركت فيها ب 10 تجارب علمية. واشتركت ناسا ب 3 تجارب وكانت الجهة التي تقوم بإطلاق الصاروخ الحامل. كما تقوم ناسا بالاتصال مع سوهو وتتوكل بالرحلة ووسائل توجيهه.

## سيرة البعثة

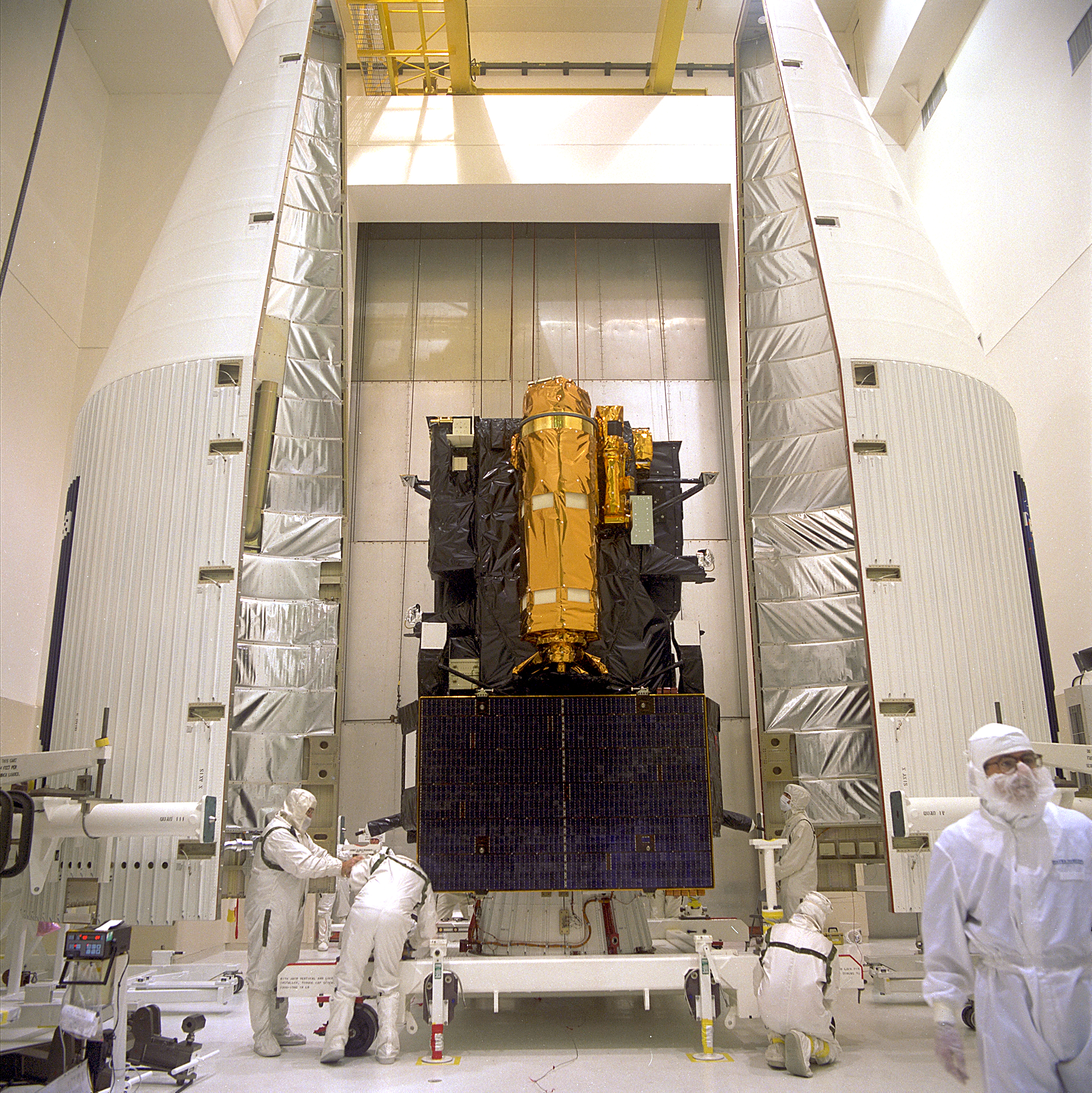
المسبار الفضائي سوهو قبل الإقلاع.

اطلقت ناسا المرصد يوم 2 ديسمبر 1995 من مركز كينيدي للفضاء في كيب كانافيرال على رأس صاروخ حامل من نوع أطلس 2 إيه إس.
وصل سوهو إلى مدار دائري حول إحدى نقات لاغرانج نصف قطرها نحو 600.000 كيلومتر ويبعد عن الأرض نحو 5و1 مليون كيلومتر. تلك النقطة يرمز لها بالرمز L1 وعندها يتساوى تأثيري جاذبية الأرض والشمس مما يجعل المرصد يتبع حركتيهما سويا. بالنسبة للأرض فيبدو سوهو أنه دائما قريب من الشمس، وهو على مسافة بحيث لا يحجبه القمر أو يؤثر على مداره وبذلك يضمن مركز المتابعة على الأرض الاتصال الدائم به.
يعتمد على سوهو كمعول أول لدراسة الشمس، وتغيراتها، وعواصفها، وقد تقرر في أكتوبر 2009 استمرار برنامج الرصد حتى عام 2012.
[يمكن مشاهدة أحدث الصور التي إلتقطها سوهو للشمس في حيوز الضوء المرئي والأشعة تحت الحمراء و
الأشعة فوق البنفسجية وأشعة إكس في الوصلة الخارجية ESA SOHO webpage
].

## الأجهزة العلمية على متن سوهو
في الآتي نبين الأجهزة العلمية على المرصد سوهو والتجارب التي يقوم بقياسها:
- مطياف هالة الشمس
- CELIAS :جهاز قياس الشحنات، والعناصر، وتحليل النظائر (من جامعة برن سويسرا
- COSTEP : جهاز تحليل طاقات الجسيمات ; من جامعة كيل ألمانيا
- EIT : تلسكوب لتصوير الأشعة فوق البنفسجية الفائقة، من ناسا
- ERNE : تجربة قياس الإلكترونات والأنوية الذرية فائقة السرعة. من جامعة توركو، فنلندا.
- GOLF : مقياس تأرجح الأرض عند الترددات المنخفضة، من معهد فيزياء الكون، فرنسا
- LASCO : مقياس تحليل الهالة الشمسية واسع الزاوية، من الولايات المتحدة بالاشتراك مع معهد ماكس بلانك لدراسة المجموعة الشمسية بألمانيا
- MDI/SOI : مصور ميكلسون-دوبلر، استكشاف اهتزازات الشمس، من جامعة ستانفورد.
- SUMER : مقياس الأشعة فوق البنفسجية الصادرة من الشمس، من معهد ماكس بلانك لدراسة المجموعة الشمسية، ألمانيا.

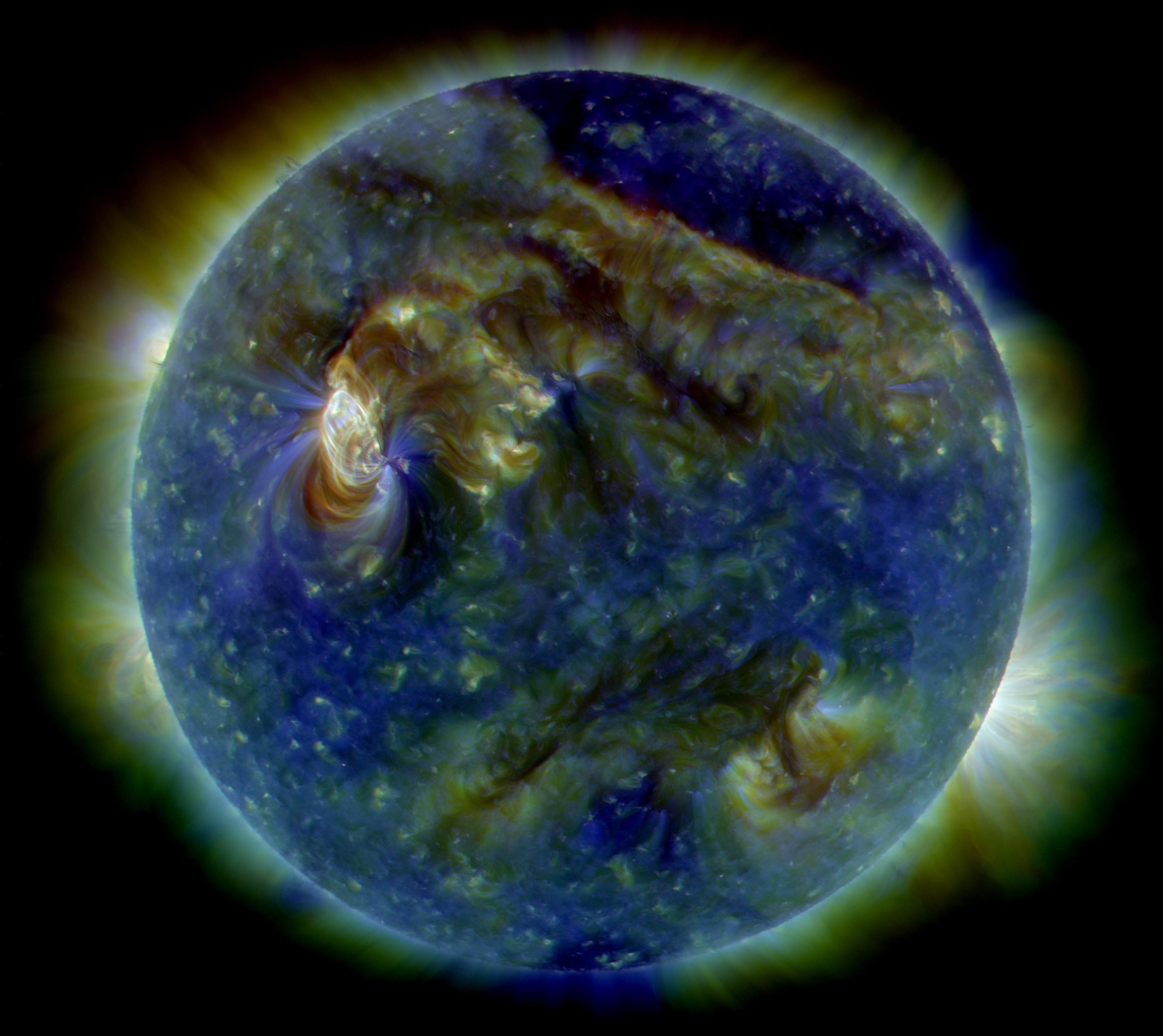
إحدى صور سوهو للشمس.

 دراسات المجموعة الشمسية، مركز جودارد للطيران الفضائي ، الولايات المتحدة الأمريكية :
- SWAN : قياس عدم تساوي الرياح الشمسية، بالاشتراك مع معهد FMI فنلندا و Service d’Aeronomie فرنسا.
- UVCS : مطياف الأشعة فوق البنفسجية للهالة الشمسية، من مركز هارفارد-سمسثونيان لفيزياء الفلك الولايات المتحدة.
- VIRGO : قياس تغيرات إشعاعات الشمس وتذبذب الجاذبية، بالاشتراك مع المركز الأوروبي لأبحاث وتكنولوجيا الفضاء.

## اقرأ أيضا
- تريس (مسبار شمسي) (1998 - 2010)
- مرصد ديناميكا الشمس
- التعايش مع نجم
- كورونوغراف
- مسبار ستيريو
- قمر صناعي جلوري
- كلف الشمس
- هيدروديناميكا مغناطيسية
- استشعار عن بعد
- مسبار فضائي
- الشمس
- مقراب جيمس ويب الفضائي
- مرصد كيك
- مقراب سبيتزر الفضائي
- مرصد هابل الفضائي
- مذنب راعي الشمس